# William Seagrove
William Raymond Seagrove  (ur. 2 lipca 1898 w Londynie, zm. 25 czerwca 1980 w Seaford) – brytyjski lekkoatleta (długodystansowiec), dwukrotny wicemistrz olimpijski.
Na igrzyskach olimpijskich w 1920 w Antwerpii zdobył srebrny medal w biegu 3000 metrów drużynowo, razem z kolegami z zespołu Joem Blewittem i Albertem Hillem. Na tych samych igrzyskach startował również w biegu na 5000 metrów, w którym zajął 6. miejsce.
Ponownie zdobył srebrny medal w biegu na 3000 metrów drużynowo na igrzyskach olimpijskich w 1924 w Paryżu. Ponieważ wynik Seagrove’a nie liczył się do punktacji, nie zawsze uważany jest za medalistę olimpijskiego.
Był mistrzem Wielkiej Brytanii (AAA) w biegu na milę w 1924.
Przez wiele lat był dyrektorem szkoły w Seaford.